# Sphaeropora
Sphaeropora is een monotypisch mosdiertjesgeslacht uit de  familie van de Lepraliellidae en de orde Cheilostomatida

## Soorten
- Sphaeropora fossa Haswell, 1881